# Remora (vis)
De remora (Remora remora) is een straalvinnige vissensoort uit de familie Echeneidae. De wetenschappelijke naam van de soort is gepubliceerd in 1758 door Linnaeus in de tiende editie van Systema naturae.

## Kenmerken
Deze tot 86 cm lange en tot 6 kg zware, zilvergrijze vis heeft een hechtschijf op de kop, die ervoor dient om zich vast te hechten aan walvisachtigen, dolfijnen en haaien. Hij heeft een stekelloze rug- en aarsvin en een driehoekig gevormde staart.

## Leefwijze
Deze vissen maken handig gebruik van de voortbeweging van andere zeedieren door mee te liften op hun huid, waardoor ze energie sparen en bescherming genieten bij hun gastheer. Tevens worden hun kieuwen van vers water voorzien. Ze voeden zich met de restjes die hun gastheer achterlaat, die in ruil daarvoor gevrijwaard wordt van parasieten.

## Verspreiding en leefgebied
Deze soort komt wereldwijd voor in gematigde en tropische zeeën.